# Культура Ирака
Культура Ирака — культура народов, населяющих Ирак (иракцы и пр.). Общественный быт также ещё в значительной мере определяется исламскими традициями, многое установлено в соответствии с правилами шариата, закреплённым в Конституции страны.
Большинство стран Азии и некоторые страны Европы заимствовали элементы своих культурных традиций из Ирака. Это не удивительно, учитывая, что Ирак считается «колыбелью человеческой цивилизации».

## Одежда
Традиционная одежда арабов Ирака, варьирующаяся в деталях в различных районах страны, в целом близка к североарабскому бедуинскому костюму. Мужчины носят сужающиеся книзу, обычно белые штаны и длинную широкую рубаху (дишдаша), стянутую поясом (натак). В холодное время поверх надевается распашной плащ (аба). Головным убором служит платок (яшмаг), придерживаемый закрученным вокруг головы шерстяным жгутом (агалем).
Наиболее распространенная обувь — деревянные или кожаные сандалии, а в среде более состоятельных людей — мягкие туфли. Одежда рисоводов и рыбаков Южного Ирака часто ограничивается набедренной повязкой.
Женская одежда состоит из штанов, длинного платья (атаг) — яркой расцветки у молодых и темной у пожилых женщин — и шелкового или шерстяного плаща — абы. Голову покрывают темным платком, перетянутым на лбу полосой ткани (чардаг). От подбородка на грудь спускается другой платок (фута); женщины, совершившие паломничество к святым местам, носят белую футу. Очень разнообразны носимые женщинами украшения и амулеты — кольца, браслеты, ожерелья, подвески, серьги, носовые кольца и броши, изготовленные из самых различных материалов.

## Кухня
Кухня иракцев очень сходна с кухней других ближневосточных народов. В пище преобладают ячменные и пшеничные лепешки, рис, каша[уточнить], кислое молоко, овощи, финики.
Финики едят с лепешками и чаем, приготовляют из них пасту, сахар, халву, сладкие напитки, водку.
Из риса варят крутую кашу (бургуль), которую обычно едят с кислым молоком (ля-бан).
В некоторых местах распространены рыбные блюда.
Из традиционных мясных блюд, которые особенно в ходу по праздничным дням, популярны плов, жаркое (кябаб), жареные шарики из рубленого мяса (куб-ба), фаршированные мясом баклажаны и помидоры (долма) и др.
К числу любимых напитков принадлежат чай, кофе, фруктовые шербеты, лимонад — хамуд, разбавленное водой кислое молоко с солью.

21 октября 2016 Парламент Ирака запретил на всей территории страны производить, ввозить и продавать алкогольную продукцию. За нарушение запрета в законе прописан штраф от 8 до 20 тыс. долларов.

## Музыка
Иракская народная музыка, известная как музыка Месопотамии, относится к музыке арабского мира, но в то же время содержит элементы турецкой, персидской и индийской музыкальных культур.
В 1961 г. создан первый профессиональный музыкальный коллектив — Национальный симфонический оркестр.
Особой популярностью среди современных создателей иракской музыки пользуются традиционные арабские инструменты — канун (цитра) и удд (лютня).

## Праздники
Общественный быт также ещё в значительной мере определяется исламскими традициями. В стране отмечаются все мусульманские религиозные праздники: день рождения пророка Мухаммеда, справляемый после мусульманского поста рамадана, праздник разговения (ид-аль-фитр), праздник жертвоприношения (ид-аль-адха).
Сохраняются и восходящие к доисламским временам календарные обряды, связанные с началом полевых работ, уборкой урожая, остригом овец и т. д.

## Архитектура
Цивилизация Месопотамии, или Двуречья (возникла в IV тыс. до н. э.), в ее историческом развитии можно выделить периоды существования трех древних государств, которые последовательно сменяли друг друга в этом регионе: Шумер, Вавилон и Ассирия.
Самыми заметными произведениями архитектуры Месопотамии являются монументальные здания и дворцы: религиозные (зиккураты) и светские. Самые ранние из храмов учёные относят ещё к 4-3 тысячелетиям до нашей эры. Это были зиккураты, что в переводе значит «святая гора».
- Вавилонская башня

2015—2016: Уничтожение культурного наследия «Исламским государством»

## Живопись
Изобразительное искусство традиционно менее популярно. Это связано с тем, что в исламских культурах существует запрет на изображение людей, поэтому художникам приходится находить другие объекты для вдохновения. Не удивительно, что более всего в Ираке развита орнаментика и каллиграфия. Современные художники, тем не менее, охотно творят в стиле кубизма, сюрреализма, символизма и абстракционизма, привнося в эти Западные стили национальные черты.

## Киноискусство
Национальное киноискусство Ирака стало развиваться в 1950-х и особенно 60-х годах, когда были созданы первые полнометражные художественные фильмы, в том числе и цветные. Однако пока иракской кинематографии трудно выдерживать конкуренцию египетских, ливанских, а также западноевропейских и американских студий, фильмы которых широко демонстрируются в стране.

## Образование
После революции 1958 г.:
перестройка системы народного образования (проведение необходимых реформ в значительной мере осложнялось неграмотностью широких слоев населения, господством религиозного мировоззрения, а подчас и активным сопротивлением духовенства), закон об обязательном начальном образовании, увеличены бюджетные ассигнования на нужды просвещения, значительно расширена и расширяется сеть начальных школ (шестилетних в городах и четырехлетних в сельской местности). В школьные программы внесены изменения, среди которых обращает на себя внимание сокращение часов, отведенных на преподавание богословия.
Не только начальное, но и среднее, а также высшее образование стало бесплатным (за исключением частных школ). Имеются средние школы, готовящие специалистов для сельского хозяйства, промышленности, торговли.
Тогдашнему правительству Ирака удалось добиться заметных успехов: если до революции 1958 г. количество неграмотных в стране достигало 80 %, то в 1975 г. оно уменьшилось до 50 %, продолжая уменьшаться.
Потребность в специалистах высшей квалификации, прежде всего инженерно-технической, потребовала расширения сети высшего образования. В 1956 г. на базе существовавших ранее колледжей был создан Багдадский университет, имеющий 18 факультетов, и несколько институтов. Высшие учебные заведения открыты также в Басре, Мосуле и Сулеймании, Коммерческий колледж в Басре. Важным событием в научной жизни Ирака было создание в 1940 г. Академии наук — центра по изучению арабского языка, арабской истории и истории Ирака. В настоящее время в Багдаде открыта также Курдская академия наук.
Сеть общественных библиотек также неплохо развита: библиотеки функционируют во всех крупных городах и некоторых селах Ирака. Самая крупная из них — Публичная библиотека столицы.

## Музеи
Иракские музеи уникальны. Так, Иракский музей в столице страны, Багдаде, до сих пор является центром научных исследований по истории и археологии, а также хранилищем неповторимой археологической коллекции. Библиотека при этом музее — одна из крупнейших в стране.
Также в Багдаде: Музей современного искусства, естественноисторический музей, Музей арабских древностей и этнографический музей.